# Horace Fairbanks

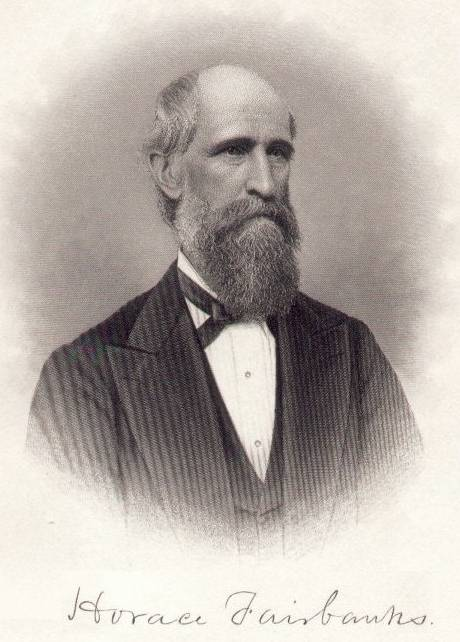
Horace Fairbanks

Horace Fairbanks, född 21 mars 1820 i Barnet, Vermont, död 17 mars 1888 i New York, var en amerikansk republikansk politiker. Han var guvernör i delstaten Vermont 1876–1878. Fadern Erastus Fairbanks var delstatens guvernör 1852–1853 och 1860–1861.
Fairbanks gifte sig 1849 med Mary E. Taylor och paret fick tre barn. Fairbanks var verksam som bankdirektör och som chef för ett järnvägsbolag.
Fairbanks efterträdde 1876 Asahel Peck som guvernör i Vermont och efterträddes 1878 av Redfield Proctor.
Fairbanks avled 1888 i New York och gravsattes på Mount Pleasant Cemetery i St. Johnsbury.